# Barrage Gilgel Gibe III
Le barrage Gilgel Gibe III est un barrage sur l'Omo en Éthiopie, mis en service en 2016. Haut de 250 m, il est principalement destiné à la production hydroélectrique, avec une puissance installée de 1 870 MW. Il s'agissait en 2020 de la centrale hydroélectrique la plus puissante d'Éthiopie et de la troisième d'Afrique, mais il devrait être largement dépassé lors de la mise en service prévue du barrage de la Renaissance.
Loué par le gouvernement Éthiopien pour son rôle dans le développement économique du pays, le projet a suscité une vive controverse en raison de son impact sur l'environnement et les populations locales.

## Localisation
Le barrage de trouve à environ 300 km à vol d'oiseau (450 km par la route) au sud-ouest de la capitale Addis-Abeba, et à 62 km à l'ouest de Sodo, dans la Région des nations, nationalités et peuples du Sud. Il est construit sur l'Omo, cours d'eau endoréique pérenne de 760 km de long, se jetant dans le lac Turkana. 
Troisième barrage sur la rivière Omo depuis l'amont, il est construit environ 151 km en aval de la centrale hydroélectrique de Gilgel Gibe II. Plus globalement, il fait partie d'une cascade hydroélectrique qui comportera 5 barrages à terme. On trouve, d'amont en aval :
- le barrage Gilgel Gibe I - 184 MW - en service depuis 2004
- le barrage Gilgel Gibe II - 420 MW - en service depuis 2010
- le barrage Gilgel Gibe III - 1870 MW - en service depuis 2016
- le barrage de Koysha - 2 160 MW - en construction
- le barrage Gilgel Gibe V - 660 MW - à l'étude

## Contexte et objectifs
L'Éthiopie affiche, dans son Plan de Croissance et de Transformation II, l'ambition de devenir un pays à revenu intermédiaire dès 2025. Parmi les objectifs associés figure celui d'un accès universel à l'électricité d'ici 2025. En 2016, la puissance électrique installée en Éthiopie s'élevait à environ 2,3 GW, en quasi-totalité (86%) hydroélectrique. Bien qu'en hausse rapide (0,38 GW en 1990), cette puissance reste très faible au regard de la population avoisinant les 100 millions d'habitants, dont seuls 29% ont accès à l'électricité en 2015, avant la mise en service du barrage. La demande électrique est en forte croissance et les pénuries fréquentes. 
C'est dans ce contexte que le gouvernement éthiopien cherche à tirer le maximum de son potentiel hydroélectrique considérable (45 à 50 GW), en investissant dans la construction de nouveaux grands barrages. Bien que les autorités cherchent à diversifier le mix électrique, en développant notamment la géothermie et l'éolien, l'hydroélectricité devrait rester la colonne vertébrale de la politique énergétique pour les années à venir : un objectif de 17,3 GW de puissance hydroélectrique installée est visé pour 2025,.
La mise en service du barrage Gilgel Gibe III a pratiquement doublé la puissance électrique totale installée en Éthiopie, celle-ci atteignant 4,2 GW en 2017.  À lui seul, il devrait permettre d'augmenter la production électrique totale du pays de 234%, permettant à l'Éthiopie de devenir autosuffisante en électricité. 
Dans une moindre mesure, le barrage aura un rôle de régulation du débit de l'Omo, notamment de contrôle des crues.

## Caractéristiques

### Barrage
Le barrage Gilgel Gibe III est un barrage-poids en béton compacté au rouleau (BCR), le premier de ce type construit en Éthiopie. Avec une hauteur de 250 mètres, il s'agit du barrage en BCR le plus haut du monde,, et du plus haut barrage d'Afrique tous types confondus. Long de 630 mètres, sa structure comprend un volume de béton de 6,21 millions de m3.

### Lac de retenue
La mise en service du barrage a donné naissance à un lac de retenue d'un volume de 14,7 km3, dont 11,75 km3 de volume utile,, s'étendant sur 200 km2.

### Centrale hydroélectrique
Le barrage Gilgel Gibe III est associé à une centrale hydroélectrique, qui, avec 1 870 MW de puissance installée, est la plus importante d'Éthiopie et la troisième d'Afrique en 2017, derrière les barrages d'Assouan (2 100 MW) en Égypte et de Cahora Bassa (2 075 MW) au Mozambique. Celle-ci comporte 10 turbines Francis à axe vertical de 187 MW chacune. 
La centrale est creusée dans la rive gauche escarpée du fleuve, environ 500 mètres en aval du barrage. Elle exploite une hauteur de chute de 220 m, pour un débit turbinable de 950 m3/s.

### Production électrique
Sa production électrique annuelle est estimée à 6 500 GWh/an,. Il était estimé avant sa mise en service que la moitié environ de l'électricité produite alimenterait la consommation éthiopienne, tandis que l'autre moitié serait exportée vers les pays voisins : 500 MW vers le Kenya, 200 MW vers le Soudan et 200 MW vers Djibouti. Pour ce faire, une nouvelle ligne à haute tension (en) a été construite entre Sodo et la sous-station de Suswa, au Kenya.

## Coût et financement
Le coût total du projet s'est élevé à 1,47 milliard d'euros, dont 448 millions d'euros financés directement par le gouvernement éthiopien. Le projet a été mené par Ethiopian Electric Power (en), entreprise publique détenant le monopole de la production électrique. Le barrage est construit par l'entreprise italienne Salini Impregilo, tout comme celui de Gilgel Gibe II et celui de Koysha.

## Chronologie
En 2006, Ethiopian Electric Power (en) signe, sans passer par un appel d'offres, un contrat avec Salini Impregilo pour la construction du barrage Gilgel Gibe III. La construction du barrage débute en 2007. Les essais sur la première turbine installée commencent en septembre 2013 et l'ouvrage commence à produire de l'électricité en octobre 2015.
Il est inauguré le 17 décembre 2016 par le Premier ministre éthiopien, Haile Mariam Dessalegn, marquant la mise en service complète de l'ouvrage.

## Impact social et environnemental
Ce barrage met fin au régime de crues de l'Omo qui alimentait l'écosystème de la région et assurait la fertilisation du système agro-pastoral des habitants: Bodi, Mursis et Dassanetchs. Relativement aux grandes plantations irriguées existantes, il condamnerait les riverains à quitter leurs terres.

## Opposition
L'écologiste kényane Ikal Angelei a reçu le prix Goldman pour l'environnement en 2012, notamment pour avoir attiré l'attention sur les implications environnementales du barrage,.